# Alphabet
Alphabet公司（英語：Alphabet Inc.，中国大陆标准译名为字母表，台灣譯為字母控股），是位於美國加州的控股公司，於2015年10月2日成立，由Google公司組織分割而來，並繼承了Google公司的上市公司地位以及股票代號。Google公司重整後則成为Alphabet Inc.最大的子公司。Alphabet旗下擁有Calico、CapitalG、Chronicle、DeepMind、Google、Google Fiber、GV、Jigsaw、Loon LCC、Sidewalk Labs、Verily、Waymo 和 X 等子公司。

## 歷史
2015年8月10日，拉里·佩奇在Google公司的博客上，宣布成立Alphabet公司。
拉里·佩奇於公开信中描述了該公司：
什么是Alphabet？Alphabet可以说是包含一系列的公司。最大的一家当然是Google。新的Google更苗条，其他离互联网产品较远的公司将被纳入Alphabet。……总而言之，我们相信这能带来更多的管理規模，与互联网不太相关的项目现在可以独立运作了。
他同时解释了該公司名称的由来：
我们很喜欢“Alphabet”这个名字，Alphabet即字母表，代表着人类最重要的发明之一——语言，也是Google搜索索引的核心！Alphabet也可以理解为“alpha-bet”，意味着投资回报高于基准，这是我们一直以来奋斗的目标！
同年10月2日重组完成，谷歌完全并入Alphabet。

### 網域名稱
Alphabet Inc.以abc.xyz （页面存档备份，存于）而非alphabet.com （页面存档备份，存于）為公司網域名稱，因alphabet.com為BMW公司所擁有，但BMW宝马公司表明不讓出網域名稱，因為Alphabet是BMW旗下品牌的一部分，故Alphabet Inc.以abc.xyz為公司網域名稱。

## 公司领导
公司成立之初，Google首席执行官拉里·佩奇担任Alphabet第一任首席执行官，另外一位联合创始人谢尔盖·布林则担任总裁。

谷歌首席财务官露絲·波拉特（Ruth Porat）将担任Alphabet首席财务官。佩奇的副手桑德尔·皮蔡（Sundar Pichai）出任Google首席执行官，新Google也将会占据旧Google 600亿美元营收的绝大部分份额。

Alphabet Inc.公司结构

2019年12月，拉里·佩奇和谢尔盖·布林雙雙辭任Alphabet的職務，僅保留Alphabet董事会席位。Alphabet CEO由桑达尔·皮查伊接替。

## 趣事
在Alphabet公司開放其公司網站後，出現了兩個類似的網域名稱：abc.wtf（已失效）和 abc.fail（已失效），兩個網名都會重新定向至Bing。最初被認為是微軟所為，但微軟否認。（目前 abc.wtf 會顯示服務不可用，而 abc.fail 則是會出現主頁，下方顯示大寫的網站名稱，另一個選項則是"失敗 - 測試"，意義不明，並且不會重新定向至Bing）。
2017年10月18日，Alphabet的一个子公司Sidewalk Labs将在多伦多建立未来之城。

## 外部連結
- 官方网站
- G is for Google